# Arlindo Fagundes
Arlindo Fagundes (Ovar, 3 de julho de 1945 — 9 de janeiro de 2025) foi um realizador de cinema, ceramista, ilustrador e autor de banda desenhada.

## Biografia
Arlindo Fagundes nasceu no dia 3 de Julho de 1945, em Ovar.
Estudou na Escola Superior de Belas Artes de Lisboa. Para evitar ser chamado para combater na guerra do ultramar, exilou-se em França de 1967 a 1974; durante este período estudou no Conservatoire Libre de Cinéma Français, onde estudou cinema, tendo obtido o diploma em realização. Regressou a Portugal após a revolução do 25 de Abril e começou a trabalhar como ceramista.
Ilustrou vários livros das colecções escritas por Ana Maria Magalhães e Isabel Alçada, sendo as ilustrações que realizou para a série literária Uma Aventura o seu trabalho mais conhecido.
Na área da banda desenhada editou, como guionista e ilustrador, os álbuns La Chavalita, A Rapariga do Poço da Morte e O Colega de Sevilha. O Colega de Sevilha é a mais recente banda desenhada do anti-herói Pitanga e foi publicado em maio de 2019 pela editora Arcádia.
Faleceu aos 79 anos, no dia 9 de Janeiro de 2025.

## Prémios
Ganhou o 1.º Prémio de Design Artesanal de Vila Nova de Cerveira, em 1987.
Recebeu, em 2003, o Troféu Zé Pacóvio e Grilinho no Festival da Amadora; e o Troféu Sobredão, no Salão BD da Sobreda em 2004.